# Saint-Marcel-en-Murat

Saint-Marcel-en-Marcillat este o comună în departamentul Allier din centrul Franței. În 1 ianuarie 2022 avea o populație de 129 de locuitori.